# تقرير مورفي
تقرير مورفي هو تقرير يفصل نتيجة التحقيقات العامة التي أجرتها حكومة أيرلندا في فضيحة الاعتداء الجنسي في أبرشية الكاثوليك في دبلن. وكان قد صدر في عام 2009، بعد أشهر قليلة على تقرير لجنة التحقيق في إساءة معاملة الأطفال برئاسة سيان رايان والذي قد كان تحقيقا مماثلا تناول انتهاكات في المدارس الصناعية التي يسيطر عليها الرهبانبة الدينية الكاثوليكية.

## خلفية ألفضيحة
البداية كانت بالبرنامج التلفزيوني المسمى ب «أسرار الكاردينال» والذي قد تم بثه من قبل قناة ار تي أي في أيرلندا في أكتوبر 2002، والتي شمل قصص الأطفال المعتدى عليهم جنسيا من قبل القساوسة الكاثوليك في دبلن، حيث قدمت الشكاوى لعدة جهات وعلى أعلى المستويات، وقد تم تجاهلها وبشكل فعال وواسع من جانب كلا من الكنيسة من جهة وعلى يد الشرطة كذلك مما أثار حفيظة الناس. وقد أدى ظهور الفضائح بالأعلام إلى زيادة الضغط على الحكومات والشرطة مما أدى إلى إنشاء لجنة «التحقيق لعام 2004» والتي خولت بدولرها «لجنة التحقيق، أبرشية دبلن» والتي تأسست في مارس 2006. واللجنة كان يرأسها القاضي مورفي ايفون (و بالطبع من هنا جاءت التسمية بتقرير مورفي)، وهو قاضي في محكمة الدائرة. كان من المقرر أن يقدم التقرير الأصلي في غضون 18 شهرا، ولكن مثل هذا الحجم من الأدلة والادعاءات المتعلقة بالسلوك السيئ أو الاعتداءات لمجرد عينة مكونة فقك من 46 من الكهنة كان من الممكن ان يسمح عندها باجراء ألتمديدات.

## التركيز على تجنب الفضيحة

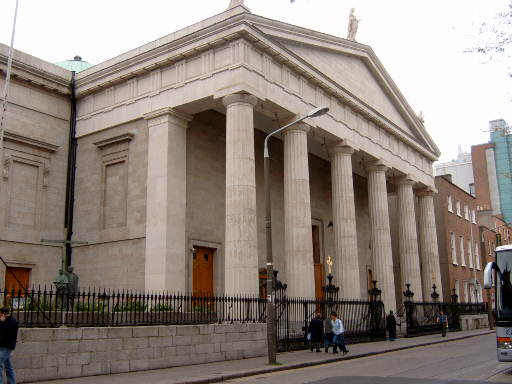
واجهة لكاتدرائية برو المطلة على شارع مارلبورو

وكان قد تم إصدار هذا التقرير علنا في 26 نوفمبر 2009.
وكانت لجنة التقرير المستقلة الموكلة من قبل الحكومة الأيرلندية للتحقيق في الطريقة التي تعاملت بها الكنيسة مع ادعاءات الاستغلال الجنسي للأطفال من قبل الكهنة خلال الفترة من 1975 إلى 2004. وخلص التقرير إلى أن "أبرشية دبلن خدعت ودلست في التعامل مع حالات الاعتداء الجنسي على الأطفال، على الأقل حتى منتصف التسعينات، وقامت بالحفاظ على السرية من أجل تجنب الفضيحة، وحماية سمعة الكنيسة، والحفاظ على أصولها ومصادر تمويلها. وتخضع جميع الاعتبارات الأخرى، بما في ذلك رعاية الأطفال وتحقيق العدالة للضحايا، وهذه الأولويات.
. وقال إن الأبرشية لم تنفذ القانون الكنسي الخاص القواعد وبذلت قصارى جهدها لتجنب أي تطبيق لقانون الدولة. وقال التقرير المكون من 720 صفحة، أنه «لا شك في أنه قد تم تغطية الاعتداءات الجنسية على الأطفال من قبل رجال الدين» خلال الفترة من يناير 1975 إلى مايو 2004.
و كما ووضح التقرير من قبل لجنة مورفي، أن الشكاوى من قبل الآباء والأمهات وأطفالهم قد تم تجاهلها ووضع التقرير غيرهم من الأسر في وضع خطر فوري وخصوصا ان الأساقفة من وجون تشارلز من ماكويد وغيره قمعوا الشكاوى والفضائح وقد لجأوا إلى الكنيسة وحسب القانون الكنسي ليتم حمايتهم من جرائم الاعتداءات الجنسية على حساب الأطفال الأبرياء المعتدى عليهم. زعم المشتكون أن معظم الكهنة غير المتورطين أيضا قد غضوا الطرف عن ادعاءاتهم وشكاواهم.
وكان قد تم العثور على بعض حالات الاعتداء الجنسي أيضا قد وقعت داخل مقر كاتدرائية برو، الذي كانت هي مقر الأسقفية الرئيسية لاسقفية دبلن منذ 1825.

## وضع تحقيق غاردا
ضحايا سوء المعاملة ونقلت وممثلون عن قوله ان التحقيق الذي أجرته في أيرلندا، ودائرة الشرطة غاردا الغاردا، لا بد من وضع التدقيق بشكل كامل من قبل لجنة دبلن. «إنه لمن دواعي القلق الكبير الذي، في ضوء الموارد التي تم توفيرها لقوات الشرطة عند التحقيق بدأ قبل أربع سنوات، إلا أنها لم تنتج شيئا جوهريا»، قال كولم أوجورمان، مدير جمعية خيرية تدعى واحد من كل أربعة لدعم الضحية.
يوم 18 سبتمبر 2006، صدر مقالا في صحيفة الأيرلندية المستقلة (ايرش انتدبنت) ذكر أن تحقيق غاردا وعلى مدى أربعة اعوام في مزاعم بأن الكنيسة الكاثوليكية قد تسترت على جرائم الاستغلال الجنسي للأطفال في أبرشية دبلن فشل في تقديم أدلة كافية لتوجيه الاتهامات ضد أي من الأعضاء القدماء في الكنيسة العليا.
وكتب الصحفي ديربهيل ماكدونالد انه «قد تم تكليف عشرون من المحققين في لجنة ما يسمى ب ' فرقة ألرب 'منذ عام 2002. ولكن على الرغم من وجود الأدلة التي تم نقلها إلى كهنة الرعايا الأخرى، حيث واصلوا الاعتداء الجنسي، وعلى الرغم من القبول العام من قبل كبار الشخصيات أنه لم تمرير جميع المعلومات ذات الصلة إلى السلطات المدنية، لم يتم توجيه أي اتهامات ضد أعضاء كبار في الكنيسة».

## صدور التقرير في نوفمبر 2009
يوم 15 أكتوبر 2009، حكمت المحكمة العليا على أن يكون عرض التقرير على الملأ ممكن باستثناء الفصل 19، الذي يتضمن مواد تتعلق بثلاث حالات مقبلة ولكونه يحوي معلومات سرية عن هذه القضايا. هذه الثلاث حالات من المتوقع إلى أن يسمع لها في نيسان/أبريل عام 2010 والمحكمة العليا ستعيد النظر في مسألة نشر الفصل 19 في مايو 2010. ويرى التقرير كيفية تعامل الكنيسة الكاثوليكية في مزاعم الاعتداء الجنسي على الأطفال من قبل رجال الدين والكهنة وعلى عينة من 46 الكهنة بين 1 يناير 1975 و 30 أبريل 2004.
يوم 19 نوفمبر 2009، أذنت المحكمة بالإفراج عن نسخة منقحة إلى الملأ من التقرير، مع إزالة أسماء ثلاثة أشخاص بعد التنقيح لكي لا يتم معرفتهم.
يوم 26 نوفمبر 2009، تم نشر التقرير. ويتألف التقرير من ثلاثة مجلدات، وكلفته الاجمالية 3.6 مليون يورو. لجنة التحقيق حددت 320 شخصا اعتدوا جنسيا على الأطفال بين الأعوام 1975 و 2004، و 120 شخصا اعتدوا جنسيا على أطفال منذ أيار/ مايو 2004 إلى حين اعداد التقرير تقريبا. وذكر أن أربعة مطارنة هم، جون تشارلز ماكويد، ديرموت ريان، كيفن ماكنمارا، وديزموند كونيل، الذين كانوا مسؤلين خلال ذلك الوقت، وتعاملوا مع الشكاوى بشكل سيئ جدا.
وأفاد أن أحد الكهنة الذي اعترف بالاعتداء الجنسي على الأطفال، قال انه اعتدى جنسيا على الاأطفال لأكثر من 100 مرة. أما الآخر فأعترف بانه كان يمارس الاعتداء الجنسي على الأطفال مرة كل أسبوعين وعلى مدى 25 عاما متواصلة. توفي آخر في عام 2002، قبلها أصر على أنه لم يرتكب خطأ.
جنبا إلى جنب مع رجال الدين، اتهمت أيضا قوات الشرطة في التقرير بتهمة التستر على الفضيحة للتغطية على الفضيحة وعدم تشويه سمعة الكنيسة.

## ردود الفعل العامة
الكاردينال كونيل، هو الوحيد فقط من الأساقفة الأربعة الذين لا يزالون على قيد الحياة المذكورين في تقرير مورفي، قد أعرب عن الأسف وقال اعرب عن «الأسف المرير الذي صدر من جهتي ساهم في معاناة الضحايا بأي شكل من الأشكال.»

## اقرأ أيضا
- تقرير جون جاي